# Пятьдесят оттенков серого (фильм)
«Пятьдеся́т отте́нков се́рого» (англ. Fifty Shades of Grey) — американский кинофильм 2015 года режиссёра Сэм Тейлор-Джонсон по одноимённому роману писательницы Э. Л. Джеймс.
Главные роли исполнили Дакота Джонсон и Джейми Дорнан.
Мировая премьера состоялась 11 февраля 2015 года на 65-м Берлинском международном кинофестивале. Фильм показали в кинотеатрах 13 февраля 2015 года.

## Сюжет
21-летняя Анастейша («Ана») Стил изучает английскую литературу в кампусе-сателлите университета штата Вашингтон недалеко от Ванкувера, штат Вашингтон. Когда её соседка по комнате Кейт Кавана заболевает и не может взять интервью у Кристиана Грея, 27-летнего предпринимателя-миллиардера для студенческой газеты, Ана соглашается пойти вместо неё. В штаб-квартире Кристиана в Сиэтле, называемой «Грей Хаус», Ана встречается с Кристианом, который в этом году выступает на выпускном в университете штата Вашингтон. Кристиан проявляет к ней интерес, вскоре после встречи он посещает магазин, где работает Ана, и предлагает устроить фотосессию, чтобы сопроводить статью, для которой Ана брала у него интервью.
Кристиан приглашает Ану на чашку кофе, но внезапно уходит после того, как Ана признаётся в том, что она романтик, сказав, что Кристиан ей не подходит. Позже Кристиан отправляет Ане копии первого издания двух романов Томаса Харди, в том числе «Тэсс из рода д’Эрбервиллей», в качестве подарка, вместе с цитатой из последней книги об опасностях взаимоотношений на приложенной к подарку карточке.
Ана и её друзья празднуют выпускной в местном баре. Выпив слишком много, Ана спонтанно звонит Кристиану, говоря, что она возвращает книги, и ругает его поведение по отношению к ней. Кристиан идёт в бар, чтобы найти Ану, которая затем теряет сознание. Она просыпается на следующее утро в гостиничном номере Кристиана, но с облегчением обнаруживает, что у них не было интима.
Ана и Кристиан начинают встречаться, хотя он настаивает на том, чтобы она подписала соглашение о неразглашении, не позволяющее ей раскрывать подробности их увлечения. Кристиан объясняет, что он практикует с партнёршами БДСМ, но только так, как чётко определено в договоре между участниками. Ана рассказывает, что она девственница. Обдумывая соглашение и договариваясь о своих собственных условиях, а также посетив его «игровую комнату», заполненную различными игрушками, мебелью и оборудованием для БДСМ, она занимается сексом с Кристианом. Ана также встречается с матерью Кристиана. Пока он отвозит Ану домой, она спрашивает его, сколько девушек жили в его доме.
Кристиан подарил Ане несколько подарков, включая новую машину и лэптоп. После того, как Ана и Кейт переезжают в Сиэтл, Ана продолжает встречаться с Кристианом. Во время ужина у родителей Кристиана Ана неожиданно упоминает, что на следующий день уезжает навестить свою мать в Джорджию. Позже Кристиан расстраивается, когда Ана говорит, что хочет большего, чем односторонние отношения, которые он предлагает. Она в шоке, когда Кристиан неожиданно прибывает в Джорджию; он предлагает полетать на самолёте, но вскоре уходит, чтобы разобраться с чрезвычайной ситуацией на работе в Сиэтле.
Вернувшись домой, Ана продолжает встречаться с Кристианом, который хочет дальнейших сексуальных экспериментов. Поначалу Ана соглашается, но Кристиан эмоционально отстраняется, расстраивая её. Всё ещё рассматривая контракт и пытаясь понять Кристиана психологически, Ана просит его продемонстрировать, как он «накажет» её за нарушение правил. Кристиан бьёт по ягодицам Аны ремнём. Расстроенная, Ана расстаётся с Кристианом после того, как считает, что он не подходит для неё, и его практика граничит с девиантностью.

## В ролях
- Дакота Джонсон — Анастейша "Ана" Стил
- Джейми Дорнан — Кристиан Грей
- Макс Мартини — Джейсон Тейлор
- Элоиза Мамфорд — Кэтрин "Кейт" Кавана
- Марша Гей Харден — Грейс Тревельян Грей, доктор
- Люк Граймс — Эллиот Грей
- Рита Ора — Миа Грей
- Каллум Кит Ренни — Рэй Стил
- Виктор Расук — Хосе Родригес
- Дилан Нил — Робин "Боб" Адамс
- Эндрю Эйрли — отец Кристиана Кэррик Грей

## Производство
К началу 2012 года несколько голливудских студий готовили презентации автору и её агенту, чтобы получить права на съёмки фильма по трилогии «Пятьдесят оттенков». Права на фильм хотели приобрести такие компании, как «Warner Bros.», «Sony Pictures», «Paramount» и «Universal», а также компания Марка Уолберга. В конечном счёте в марте 2012 права на трилогию получили «Universal Pictures» и «Focus Features». Автор романа, Э. Л. Джеймс, пыталась получить некоторый творческий контроль за процессом экранизации, однако осталось неясным, насколько ей это удалось.
Для написания сценария кинокомпания «Universal» наняла Марка Бомбэка. Entertainment Weekly оценил бюджет фильма в 40 миллионов долларов.
До 9 мая 2013 года студия рассматривала в качестве режиссёра Джо Райта, но он отказался из-за нестыковки со своим расписанием. Другие режиссёры, чьи кандидатуры были рассмотрены, — Пэтти Дженкинс, Билл Кондон, Беннетт Миллер и Стивен Содерберг.
В июне 2013 года Э. Л. Джеймс объявила режиссёром фильма Сэм Тейлор-Джонсон.
Монтажёром ленты выступила Энн В. Коутс — эта картина стала последней в её 68-летней карьере.

### Кастинг
Брет Истон Эллис заявил, что Роберт Паттинсон был первоначальным кандидатом Джеймс на роль Кристиана Грея. 2 сентября 2013 года автор Э. Л. Джеймс сказала, что Чарли Ханнэм и Дакота Джонсон выбраны на роли Кристиана Грея и Анастейши Стил.
Студия первоначально хотела утвердить Райана Гослинга на роль Кристиана, но тот не заинтересовался проектом. Ханнэм первоначально исключил роль Кристиана, но позже пересмотрел её после встречи с главами студии. Ханнэм сказал: «Я чувствовал себя действительно заинтригованным и взволнованным. Я прочитал первую книгу, чтобы получить более ясное представление о том, что это за персонаж, и  почувствовал себя ещё более взволнованным в перспективе его воссоздания».
12 октября 2013 года Universal Pictures объявила, что Ханнэм покинул фильм. Александр Скарсгард, Джейми Дорнан, Тео Джеймс, Франсуа Арно, Скотт Иствуд, Люк Брэки и Билли Магнуссен были первыми в списке, чтобы заменить Ханнэма в качестве Кристиана Грея.
23 октября 2013 года Джейми Дорнан был выбран на роль Кристиана Грея.

### Съёмки
Съёмки фильма начались 1 декабря 2013 года в Ванкувере.
Bentall 5 использовался в качестве здания Grey Enterprises. The University of British Columbia послужил в качестве декорации для Washington State University Vancouver, в котором училась Ана. Отель Fairmont Vancouver использовался в качестве отеля Heathman.
Производство официально закончилось 21 февраля 2014 года.
Пересъёмки с участием Дорнана и Джонсон прошли в Ванкувере в течение недели с 13 октября 2014 года.

## Саундтрек
- Энни Леннокс — I Put a Spell on You
- Лора Уэлш — Undiscovered
- The Weeknd — Earned It
- Джесси Уэр — Meet Me In the Middle
- Элли Голдинг — Love Me Like You Do
- Бейонсе — Haunted (Michael Diamond Remix)
- Sia — Salted Wound
- The Rolling Stones — Beast of Burden
- Awolnation — I’m On Fire
- Бейонсе — Crazy in Love (2014 Remix)
- Фрэнк Синатра — Witchcraft (Remastered)
- Vaults — One Last Night
- Скайлар Грей — I Know You
- Дэниел Эльфман — Ana and Christian
- Дэниел Эльфман — Did That Hurt?
- Leon «Roccstar» Youngblood — Rude

## Прокат

### Маркетинг
25 января 2014, более чем за год до выхода фильма, в пяти местах на всей территории Соединённых Штатов были выпущены первые плакаты фильма со слоганом «Мистер Грей ждёт Вас».
9 июля 2014 автор книги объявила на своем официальном аккаунте в Твиттере, что трейлер фильма будет выпущен 24 июля 2014. Бейонсе выложила первый тизер трейлера на своем официальном аккаунте Instagram за пять дней до выпуска трейлера.
24 июля Дорнан и Джонсон посетили шоу «Today», чтобы представить часть трейлера, подходящего для утреннего телевидения; полный трейлер, который содержит более колоритные сцены, был выпущен позже в тот же день в Интернете. В трейлере звучала новая эксклюзивная версия «Crazy In Love» Бейонсе. Трейлер собрал 36,4 миллионов просмотров на первой неделе, начиная с 24 июля. Это сделало его наиболее просматриваемым трейлером на YouTube в 2014; он собрал более 100 миллионов просмотров на своей первой неделе выпуска через различные каналы и веб-сайты, став самым большим трейлером, когда-либо выпущенным в истории.
К февралю 2015 трейлер собрал более 193 миллионов просмотров только на YouTube.
Второй трейлер был выпущен 13 ноября 2014.
Третий трейлер выпущен во время Супербоула XLIX 1 февраля 2015.

### Релиз
Первоначально студия объявила о выходе фильма 1 августа 2014 года. Однако в ноябре 2013 года премьера была отложена до 13 февраля 2015 года, в День Святого Валентина. «Пятьдесят оттенков серого» был показан на Берлинском кинофестивале 11 февраля 2015 года.
Чтобы иметь возможность показать картину возможно большей зрительской аудитории, создатели фильма значительно смягчили на экране любовный контекст книги. 5 января 2015 MPAA дала фильму рейтинг R. Причиной стала «любовная тематика, включая диалоги, необычное поведение героев и обнажённые сцены».
По морально-этическим соображениям от проката фильма отказались власти российских республик Северного Кавказа — Северной Осетии, Ингушетии и Чечни, при этом в качестве причины называлась обеспокоенность «немалым интересом к фильму со стороны поколения 20-летних».

### Кассовые сборы
Билеты на фильм поступили в продажу 11 января 2015 в Соединённых Штатах. Согласно сайту Фанданго, «Пятьдесят оттенков серого» стал самым продаваемым фильмом с рейтингом R, превзойдя рекорд фильма «Секс в большом городе 2».
В первый день проката картину в России посмотрели 615 тыс. зрителей, она собрала 157 млн рублей (оказавшись на 4-м месте за всю историю кинопремьер в РФ), во Франции сборы первого дня составили 2,7 млн долларов, в Австралии — 2,5 млн, в Бельгии — 542 тыс. долларов, на Филиппинах — 340 тыс. долларов.
За первые 10 дней проката в мире общие сборы составили 410,6 млн долларов, что более чем в 10 раз превысило бюджет картины.

### На носителях
Фильм «Пятьдесят оттенков серого» был выпущен на DVD и Blu-ray 8 мая 2015 года.

## Отзывы
Как отмечало издание BBC, в первых рецензиях на фильм «Пятьдесят оттенков серого» критики отмечали, что фильм вышел более интересным, чем книга. Фильм получил преимущественно негативные отзывы кинокритиков: на сайте Rotten Tomatoes положительными оказались 25 % рецензий со средней оценкой 4,2 балла из 10.
Вскоре после премьеры киноведы отмечали, что «самого интересного в экранизации нет» и всем, кто хочет получить адекватное представление о культовом произведении Э. Л. Джеймс, лучше перечитать сам роман. Отзывы первых зрителей колебались в диапазоне от «скучного мягкого порно» до «увлекательного головокружительного вестерна».
В отличие от романа, где автор ассоциируется с персонажем, особенностью экранизации является вид на события от стороннего третьего лица. В силу данного обстоятельства зрителю становятся недоступны известные читателю восприятие, эмоции, мысли и переживания Анастейши, что несколько обедняет психологический аспект фильма. В рецензиях отмечаются также сюжетные параллели и схожие описания монструозной сущности Доминанта в романе и фильме с либретто мюзикла «Призрак Оперы» — другой современной вариацией классической европейской сказки «Красавица и чудовище».
В начале 2018 года британское издание NME опубликовало ТОП-10 самых скучных фильмов всех времен и народов. В этом рейтинге «50 оттенков серого» занял лидирующую строчку.

## Награды и номинации
- Лауреат премии «Золотая малина» за 2015 год — худший фильм[19].
- Лауреат премии «Золотая малина» за 2015 год — худшая мужская роль.
- Лауреат премии «Золотая малина» за 2015 год — худшая женская роль.
- Лауреат премии «Золотая малина» за 2015 год — худший сценарий.
- Лауреат премии «Золотая малина» за 2015 год — худшая экранная пара.

## Влияние
С началом демонстрации фильма в ряде регионов России, по оценкам маркетологов, на 20 % выросли продажи БДСМ-аксессуаров.

## Продолжения
В 2017 году вышло продолжение фильма «На пятьдесят оттенков темнее», а в 2018 году третья часть «Пятьдесят оттенков свободы».